# Leukoerythroblastisches Blutbild
Als leukoerythroblastisches Blutbild (von altgriechisch λευκός leukós, deutsch ‚weiß‘ und erythrós ‚rot‘) bezeichnet man in der Hämatologie ein Differentialblutbild, bei dem im Blutausstrich kernhaltige Vorstufen der Erythrozyten (d. h. Normoblasten, Erythroblasten, Proerythroblasten) und unreife Vorstufen der Granulopoese (d. h. Metamyelozyten, Myelozyten, Promyelozyten, eventuell Myeloblasten) zu sehen sind. Häufig ist das leukoerythroblastische Blutbild verbunden mit einer extramedullären Blutbildung wie sie insbesondere bei myeloproliferativen Neoplasien auftritt.